# Comeback Kid
Comeback Kid (abreviado CBK) es una banda canadiense de hardcore punk oriunda  de Winnipeg, Manitoba. El nombre de la banda hace referencia a un titular de un periódico, sobre el jugador de hockey Mario Lemieux regresando a la NHL.
El grupo se formó en el 2000, por Andrew Neufeld y Jeremy Hiebert –ambos miembros de Figure Four–, quienes invitaron a sus amigos Scott Wade y Kyle Profeta. Originalmente fue pensado solo como un proyecto paralelo.
Hasta la fecha han lanzado seis álbumes de estudio, siendo Outsider (2017, Nuclear Blast) el más reciente. En promoción a este, Comeback Kid realizó una gira europea junto a Sharptooth, No Turning Back y Jesus Piece.

## Discografía
Álbumes de estudio
| Año  | Título           | Sello         | Chart  | Chart   | Chart    | Chart        |
| Año  | Título           | Sello         | US 200 | US Heat | US Indie | US Hard Rock |
| 2003 | Turn It Around   | Facedown      | —      | —       | —        | —            |
| 2005 | Wake the Dead    | Victory       | —      | 16      | 27       | —            |
| 2007 | Broadcasting...  | Victory       | 129    | 3       | 10       | —            |
| 2010 | Symptoms + Cures | Victory       | —      | 22      | —        | —            |
| 2014 | Die Knowing      | Victory       | 161    | 7       | 39       | 15           |
| 2017 | Outsider         | Nuclear Blast | —      | —       | —        | —            |

Álbumes en vivo
- Through The Noise CD/DVD (2008, Victory)

EPs y singles
- Demo CDr (2002)
- Rain City Sessions +1 10" (2015, Victory)
- Beds Are Burning 7" (2018, New Damage)

## Videografía
- "Die Tonight"
- "Wake The Dead"
- "Broadcasting..."
- "Defeated"

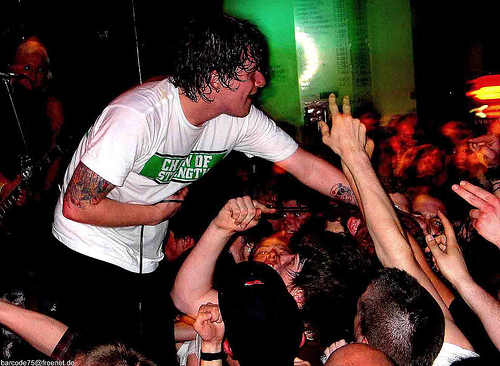
Comeback Kid en vivo en Münster, 2006.

- "False Idols Fall" (en vivo en Leipzig, 2008)
- "Because of All"
- "G.M. Vincent & I"
- "The Concept Stays"
- "Do Yourself a Favor"
- "Should Know Better"
- "Wasted Arrows"
- "Didn't Even Mind"
- "Surrender Control"
- "Hell Of A Scene"

## Miembros
| Actuales - Andrew Neufeld – voces (2006–presente); guitarra rítmica (2000–2006) - Jeremy Hiebert – guitarra principal, coros (2000–presente) - Stu Ross – guitarra rítmica, voces (2012–presente) - Loren Legare – batería (2015–presente) Apoyo - Chase Brenneman – bajo (2018–presente) | Anteriores - Scott Wade – voces (2000–2006) - Casey Hjelmberg – guitarra rítmica (2006–2012) - Cliff Heide – bajo (2002–2003) - Kevin Call – bajo (2003–2007) - Matt Keil – bajo, coros (2008–2014) - Ron Friesen – bajo (2014–2018) - Kyle Profeta – batería (2000–2014) - Jesse Labovitz – batería (2014–2015) |